# 마쓰마에 다카히로 (4대)
마쓰마에 다카히로(일본어: 松前高廣, 1643년 ~ 1665년 8월 15일)는 마쓰마에번의 4대 번주이다.
마쓰마에 우지히로의 장남으로 후쿠야마 성에서 태어났다. 1648년 아버지의 사망으로 번주 자리를 이었으나, 나이가 어렸기 때문에 가키자키 도모히로(蠣崎友廣)와 가키자키 도시히로(蠣崎利廣)가 대신 번의 정무를 돌보았다. 1665년, 23세의 젊은 나이로 사망했다. 장남 노리히로(矩廣)가 그 뒤를 이었다.
| 전임 마쓰마에 우지히로 | 제4대 마쓰마에번 번주 1648년 ~ 1665년 | 후임 마쓰마에 노리히로 |